# Rheinkassel

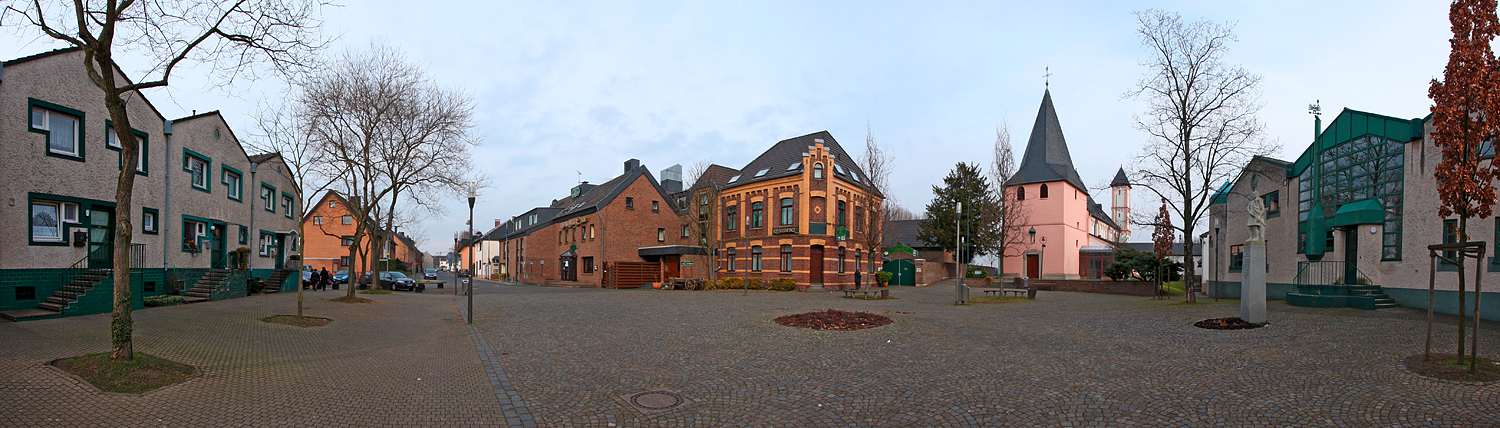
Dorfplatz mit Kirche in Rheinkassel

Rheinkassel ist eine Ortschaft im Norden von Köln und gehört administrativ zum Kölner Stadtteil Merkenich im Stadtbezirk Chorweiler.

## Lage

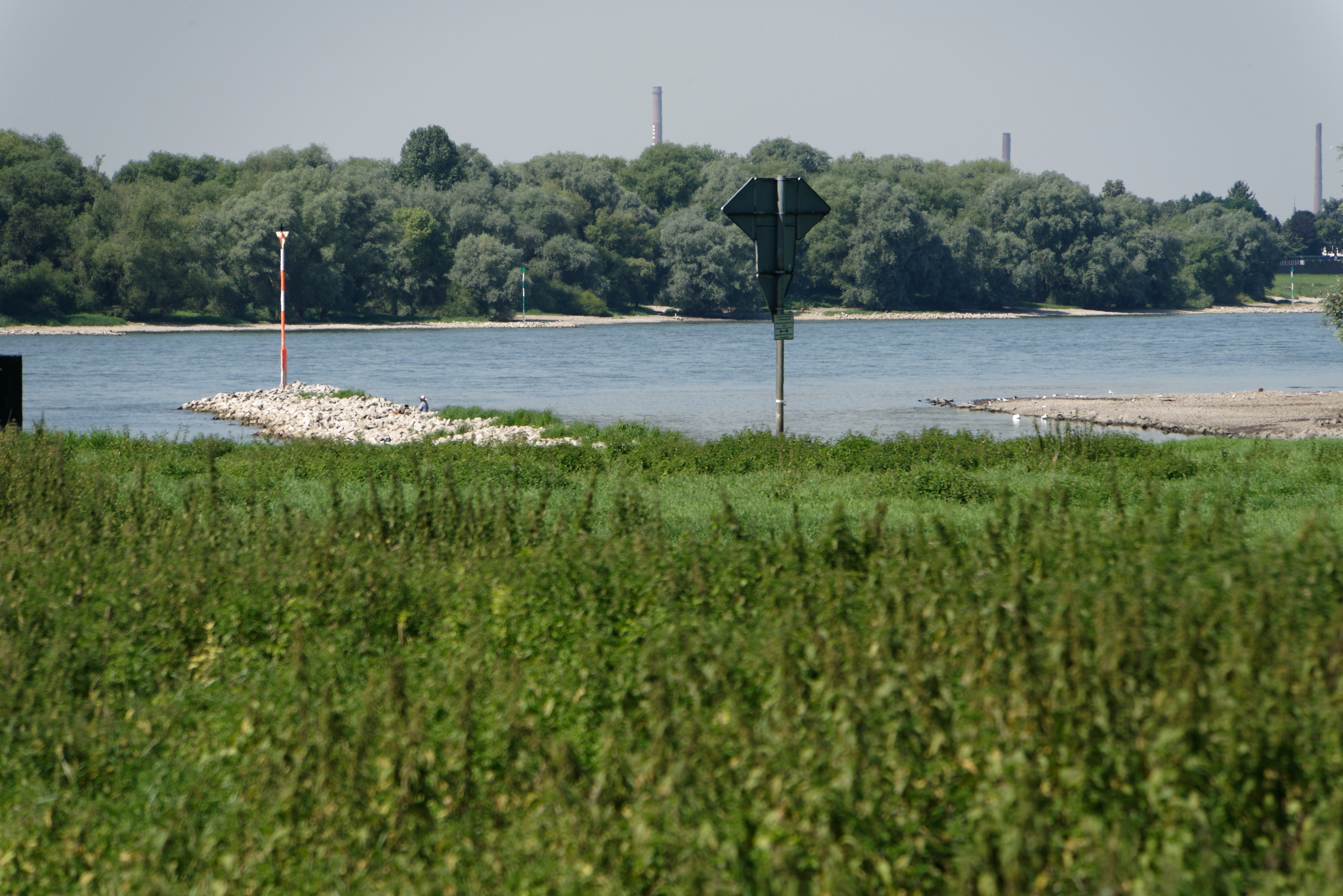
Gegenüberliegende Wuppermündung in den Rhein

Rheinkassel liegt am westlichen Ufer des Rheins, gegenüber der Wuppermündung. Im Süden grenzt Rheinkassel an die Siedlung Kasselberg und im Norden an die Ortschaft Langel, beide ebenfalls administrativ zum Stadtteil Merkenich gehörend. Im Westen grenzt Rheinkassel an das Gewerbegebiet Feldkassel, hinter dem sich der Fühlinger See erstreckt. Durch Rheinkassel führt die Alte Römerstraße, die schon zu römischer Zeit das damalige CCAA (Köln) mit Novesia (Neuss) verband.

## Geschichte

### Antike und Mittelalter
Der Ortsname Rheinkassel (früher rincasele, Rinkassel oder Rhein-Kastell, lateinisch rhenocastellanorum) lässt vermuten, dass sich hier zu römischer Zeit ein Kastell befunden hat. Der Fund zweier römischer Sarkophage neben der katholischen Kirche Sankt Amandus unterstreicht diese Annahme. Dafür spricht ebenfalls die strategisch wichtige Lage gegenüber der Wuppermündung.
Zum ersten Mal schriftlich erwähnt wurde Rheinkassel in der Chronik von Merheim, heute Weidenpesch im Jahr 670 nach Christus. Der Gründungsbau der romanischen katholischen Pfarrkirche Sankt Amandus stammt aus dem 9. oder 10. Jahrhundert. 1156 war das Kollegiatstift Sankt Gereon in Köln Grundherr von Rheinkassel. Die Sankt-Hubertus-Schützenbruderschaft Rheinkassel-Langel-Kasselberg wurde 1468 erstmals in einer Chronik der katholischen Pfarrei Reusrath genannt. Politisch wurde Rheinkassel gemeinsam mit Langel seit dem Mittelalter als ein Kondominium vom Kurfürstentum Köln und dem Herzogtum Jülich-Berg gemeinsam verwaltet.

### Neuzeit

Hochwasser in Rheinkassel (1988)

Das älteste Kirchenbuch von Rheinkassel begann 1560, es wurde 1945 bei Kriegshandlungen während des Zweiten Weltkrieges zerstört. Immer wieder wurde die Ortschaft von schlimmen Hochwassern heimgesucht, so 1684 und im Winter 1783/84. 1794 besetzten französische Revolutionstruppen Rheinkassel, wodurch es Teil der Mairie von Worringen im Kanton Dormagen im Arrondissement Cologne im Département de la Roer wurde. 1797 verbrannten die französischen Soldaten das Pfarrhaus mit der Dorfchronik des Ortes. 1815 kam Rheinkassel an die Bürgermeisterei Worringen im Landkreis Köln. 1849 wurde der Friedhof an seiner heutigen Stelle eröffnet, er war auch für Fühlingen zuständig. 1857 erhielt Rheinkassel eine Schule. Beim Hochwasser von 1882 durchbrach der Rhein zwischen Rheinkassel und Langel den Damm.

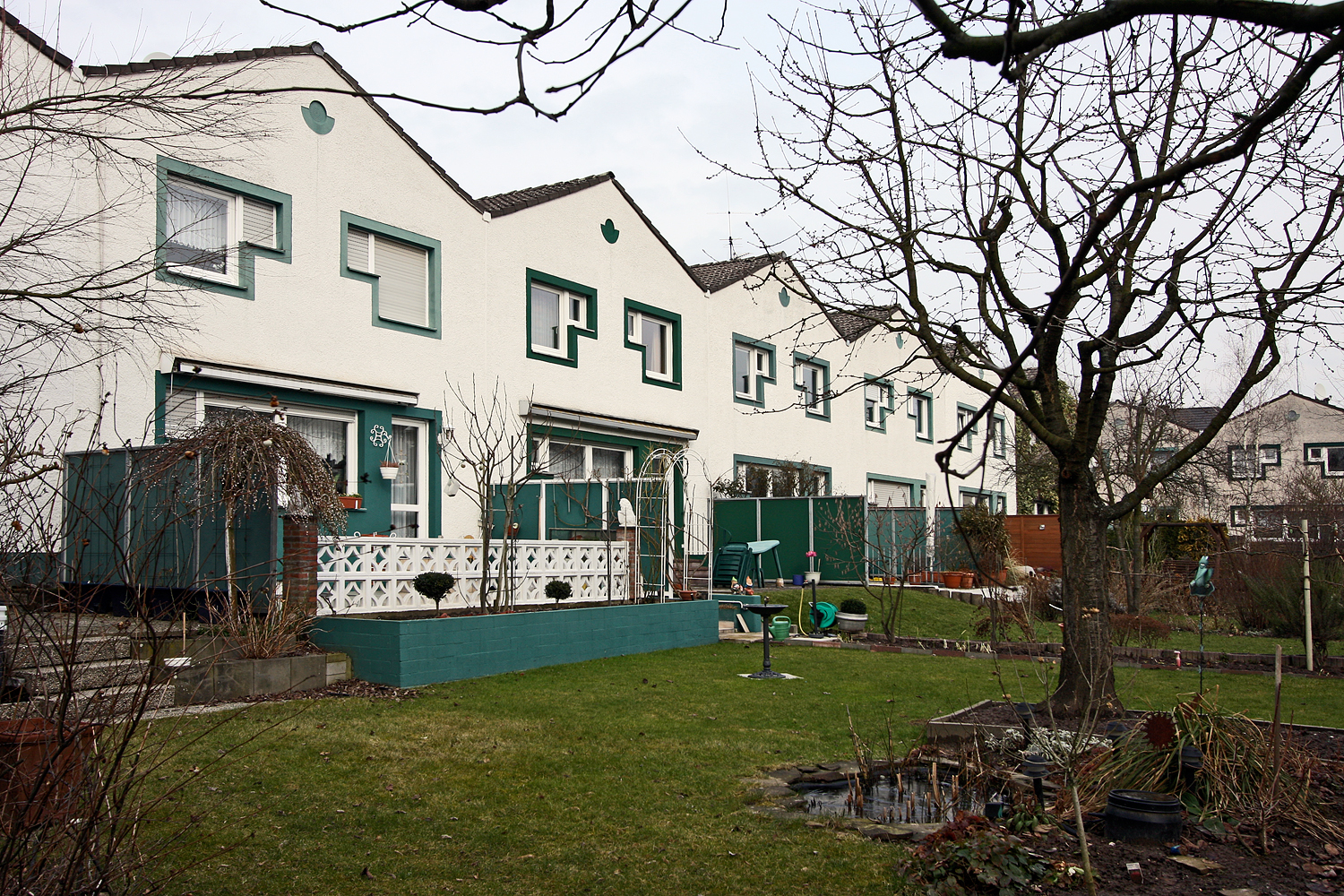
Amandus-Siedlung von Gottfried Böhm

Am 1. April 1922 wurde die Bürgermeisterei Worringen mit Rheinkassel, Langel und Kasselberg in die Stadt Köln eingemeindet. Am 1. Januar 1926 wurde Rheinkassel abermals von einem Hochwasser heimgesucht. Während des Zweiten Weltkrieges wurde die Sankt-Hubertus-Schützenbruderschaft verboten. Im März 1945 wurde Rheinkassel zum Kriegsgebiet, am 5. März 1945 besetzten amerikanische Truppen die Ortschaft. Das Pfarrhaus wurde durch deutsches Artilleriefeuer, das von der rechten Rheinseite abgeschossen wurde, zerstört. Am 15. Juli 1954 wurden Rheinkassel, Langel, Kasselberg und Feldkassel dem Stadtteil Fühlingen zugeteilt, da sie zu klein für einen eigenen Stadtteil waren. Allerdings war die Gemeinschaft mit Fühlingen nur vorübergehend. Seit dem 7. Oktober 1963 gehören Rheinkassel, Langel, Kasselberg und Feldkassel zum Stadtteil Merkenich. Seit 1975 sind Rheinkassel, Langel, Kasselberg und Feldkassel ein Teil des Stadtbezirkes Chorweiler. Am 4. April 1976 erfolgte die Grundsteinlegung des neuen, heutigen Pfarrheimes. 1978 erfolgte der Bau der Amandus-Siedlung, einer Reihenhaussiedlung mit 52 Häusern im heutigen Dorfzentrum nach Plänen von Gottfried Böhm.

### Einwohnerentwicklung
- 31. Dezember 2000: 1.000 Einwohner
- 31. Dezember 2006: 1.069 Einwohner

## Kultur und Freizeit

Grabkreuz Bürgermeister Heinrich Bender

### Vereine
- Bürgerverein Rheinkassel-Langel-Kasselberg
- Dorfgemeinschaft Rheinkassel
- Sankt-Hubertus-Schützenbruderschaft
- Freiwillige Feuerwehr Köln (Löschgruppe Langel-Rheinkassel)
- Jugendfeuerwehr Langel-Rheinkassel
- Karnevalsgesellschaft Schloppkrade
- Deutsche Pfadfinderschaft Sankt Georg (Stamm Gilwell)

## Bauten

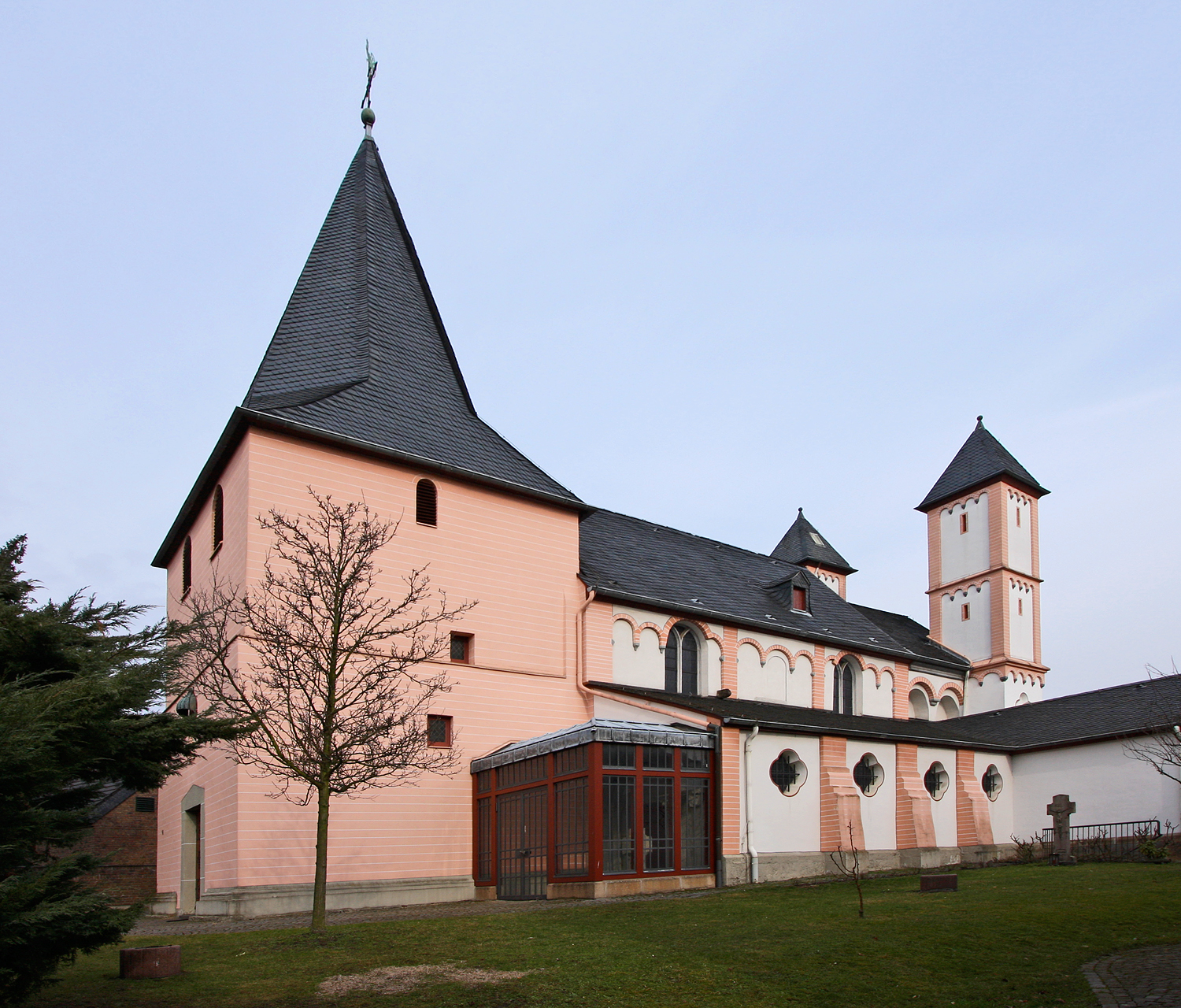
Pfarrkirche Sankt Amandus

### Katholische Pfarrkirche St. Amandus
Die einschiffige Saalkirche stammt aus dem 10. Jahrhundert und wurde in eine dreischiffige Basilika umgewandelt. Die Kirche wurde relativ qualitätvoll erbaut, da sie dem wohlhabenden Stift Sankt Gereon in Köln unterstand. An der Westseite ist der Kirche ein quadratischer Turm von der Breite des Mittelschiffs vorgesetzt worden. Der Vierkantturm der Kirche wurde um 1200 errichtet. Das Obergeschoss des Turmes wurde im 17. Jahrhundert abgetragen. Dadurch wirkt der Kirchturm heute sehr gedrungen und ähnelt einem Wehrturm und trägt einen gotischen Knickhelm. Das staufische Gewölbe des Mittelschiffs wurde als zu schwer empfunden und im 17. Jahrhundert durch ein gotisches Rippengewölbe ersetzt.

### Barbarakapelle
Diese kleine Wegekapelle wurde um 1880 errichtet. Der Backsteinbau enthält ein Gefallenenmahnmal.

### Friedhof
1849 wurde der Friedhof an der Alten Römerstraße als Nachfolge des alten Kirchhofs an der katholischen Kirche Sankt Amandus eröffnet. Er diente zunächst nicht nur den drei Rheindörfern Langel, Rheinkassel und Kasselberg, sondern auch der Ortschaft Fühlingen. Auf dem Friedhof befinden sich auch vier Grabstätten für Gefallene des Zweiten Weltkrieges. Außerdem befindet sich hier die Grabstätte des früheren Bürgermeisters von Worringen, Heinrich W. Bender (1796–1883) und seiner Frau, Gertrud geborene Simon (1806–1863), die zeitlebens in Fühlingen wohnten.

## Infrastruktur

### Einrichtungen
- Grundschule, Nebenstelle der Grundschule Merkenich, nur vom 1. bis zum 4. Schuljahr
- Freiwillige Feuerwehr Köln - Löschgruppe Langel-Rheinkassel
- Briefkasten auf der Amandusstraße
- Bauernladen

### Verkehr
Südlich von Rheinkassel befindet sich die Leverkusener Autobahnbrücke der Bundesautobahn 1, die über eine Auffahrt entweder in Merkenich oder durch das Gewerbegebiet Feldkassel rasch erreicht werden kann. Ebenfalls durch das Gewerbegebiet Feldkassel kann die Bundesstraße 9 befahren werden, die nach Köln-Stadtmitte bzw. nach Dormagen läuft.

### ÖPNV
Durch Rheinkassel fährt die Linie 121 der Kölner Verkehrs-Betriebe.